# Ricardo Ferraço
Ricardo de Rezende Ferraço (Cachoeiro de Itapemirim, 17 de agosto de 1963) é um político brasileiro filiado ao MDB. É filho do também político Theodorico Ferraço. Atualmente, é vice-governador do Espírito Santo, cargo que também exerceu entre 2007 e 2011.

## Biografia
Tendo pertencido a PSDB, PTB, PPS, PMDB, é atualmente filiado ao MDB. Começou a carreira pública como vereador, em 1982, na cidade de Cachoeiro do Itapemirim. Foi Deputado Estadual por dois mandatos, 1990/1994 e 1995/1998, presidiu a Assembleia Legislativa do Estado do Espírito Santo em 1995/1996. Era o mais jovem parlamentar da casa.
Em 1997, assumiu como secretário Chefe da Casa Civil do Governo do Estado do Espírito Santo.
Em 1998 foi eleito Deputado Federal, sendo o mais votado do Espírito Santo, com aproximadamente 75 mil votos. Cumpriu mandato na câmara federal 1999 a 2002.
Disputou a eleição para o senado em 2002, mas obteve o quarto lugar, as duas vagas do Estado ficaram com o Gerson Camata e Magno Malta. Antes de ser eleito vice-governador, ocupou a Secretaria de Estado da Agricultura, Abastecimento, Aquicultura e Pesca (Seag), durante o primeiro mandato do governador Paulo Hartung, de 2003 a 2006.
Vice-governador empossado em 2007, passou a responder também, pela Secretaria de Transportes e Obras Públicas (Setop), além de ser o coordenador da área de Gerenciamento de Projetos do Governo do Estado.
Foi pré-candidato ao Governo do Espírito Santo. No entanto, pouco tempo antes teve sua candidatura vetada, restando-lhe apoiar a candidatura do senador Renato Casagrande, e lançou-se para a disputa ao Senado, sendo eleito com 1.557.409 (44,55%).
Em 15 de janeiro de 2016 anuncia seu desligamento do PMDB, por discordar do apoio do partido ao governo Dilma Rousseff. Em 1 de março de 2016, se filiou ao PSDB.
No Senado Federal, foi presidente da Comissão de Relações Exteriores e Defesa Nacional e, juntamente do diplomata brasileiro Eduardo Saboia, atuou diretamente no resgate do senador boliviano Roger Pinto Molina, opositor do governo de Evo Morales, que era mantido como asilado político na embaixada do Brasil em La Paz. Em junho de 2016, Ferraço tornou-se membro titular da Comissão Especial do impeachment da ex-presidente Dilma Rousseff.
Em dezembro de 2016, votou a favor da PEC do Teto dos Gastos Públicos. Em julho de 2017 votou a favor da reforma trabalhista, da qual é o relator. Ferraço foi vice-presidente da Comissão de Infraestrutura do Senado.
Nas eleições de 2018, foi novamente candidato ao senado, não sendo reeleito e ficando em 4º lugar com 480.122 (13,39%) votos.
De 2019 a 2022 trabalhou na iniciativa privada.
Nas eleições de 2022, foi eleito vice-governador na chapa do governador reeleito Renato Casagrande (PSB). A chapa foi eleita no segundo turno após receber 53,80% dos votos válidos.  Assumiu a mesma função em 2023, ao qual também foi nomeado Secretário de Desenvolvimento por Renato Casagrande, deixando o cargo em fevereiro de 2025, quando foi sucedido por Sérgio Vidigal, ex-prefeito da cidade de Serra.